# Colletes mackieae
Colletes mackieae là một loài Hymenoptera trong họ Colletidae. Loài này được Cockerell mô tả khoa học năm 1932.